# جورجي غلين
جورجي غلين (بالإنجليزية: Georgie Glen)‏ هي ممثلة بريطانية، ولدت في 1956 في المملكة المتحدة.

## أعمال

### أفلام
- (2016) جاكي[2]

## وصلات خارجية
- جورجي غلين على موقع IMDb (الإنجليزية)
- جورجي غلين على موقع ميوزك برينز (الإنجليزية)
- جورجي غلين على موقع أول موفي (الإنجليزية)
- جورجي غلين على موقع قاعدة بيانات الأفلام السويدية (السويدية)
- جورجي غلين على موقع قاعدة بيانات الفيلم (الإنجليزية)